# Castello Dentice di Frasso di San Vito dei Normanni
Il castello Dentice di Frasso è il castello medievale di San Vito dei Normanni.

## Storia

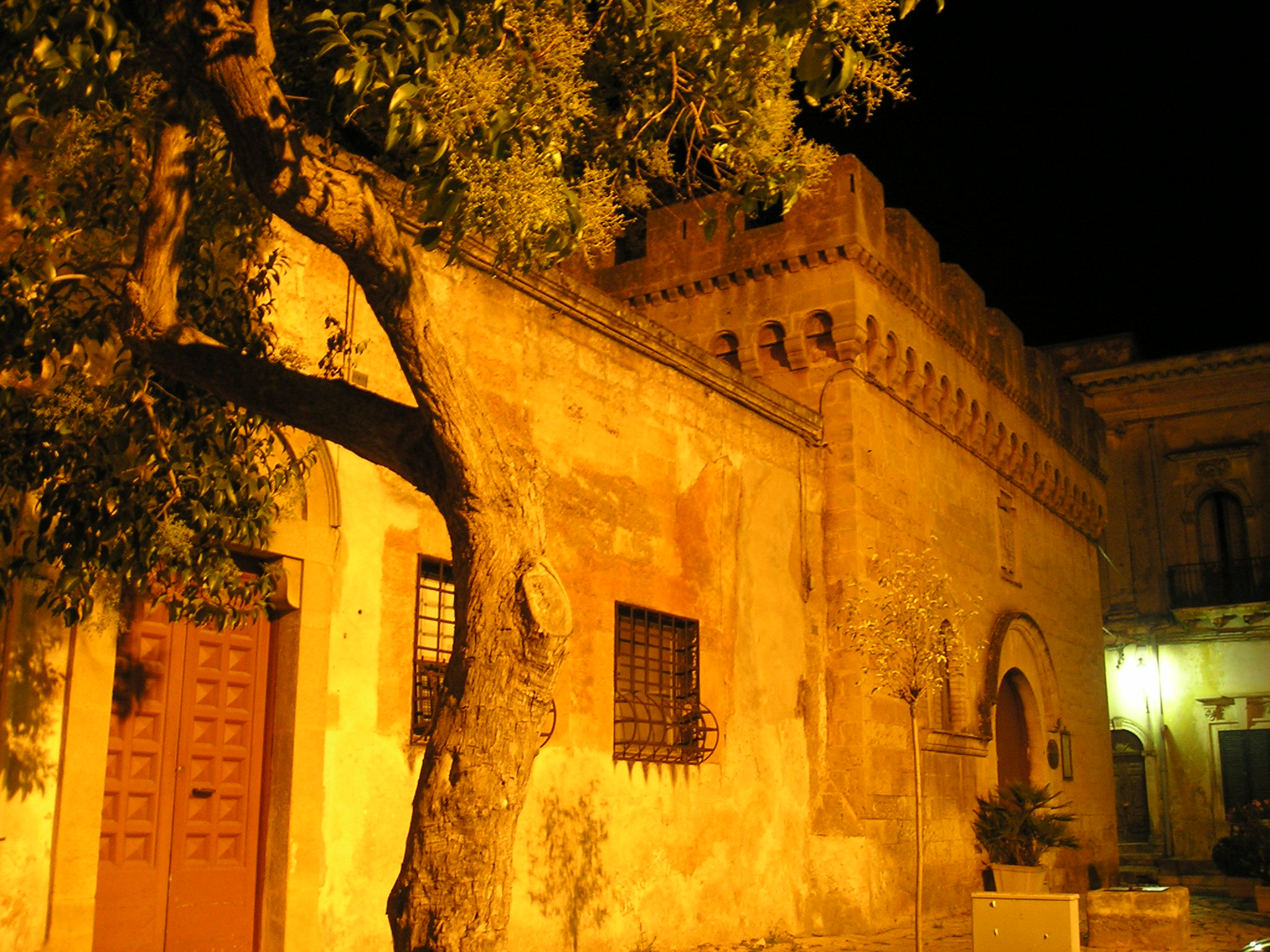
Scorcio notturno del castello Dentice di Frasso

La prima costruzione è la torre che fu voluta, si crede, da Boemondo il Normanno che nel XII secolo si contendeva, con il fratello Ruggero, il dominio della Puglia.
Intorno alla torre nacque il "borgo" di San Vito dei Normanni, anticamente chiamato "degli Schiavoni", a causa di insediamenti di popolazioni slave. All'epoca il territorio di San Vito era ricco di boschi e fauna selvatica, ed è per questa ragione che si pensa che originariamente la torre sia stata una residenza di caccia.
I primi feudatari a dimorare nel castello furono i Sambiase fino al XV secolo, successivamente gli Orsini del Balzo, quindi Federico I d'Aragona, principe di Altamura e San Vito, ai quali nel XVI secolo succedettero i Palagano e nel XVII secolo il principe di Avetrana Giovanni Antonio Albrizio. Sempre nel corso di questo secolo il feudo sanvitese diventò proprietà del barone Ottavio Serra, poi di Giuseppe Belprato e infine, a seguito del matrimonio di Francesca Belprato con Placido Dentice di Frasso, alla famiglia di quest'ultimo, i cui discendenti ne sono i proprietari.

## Struttura

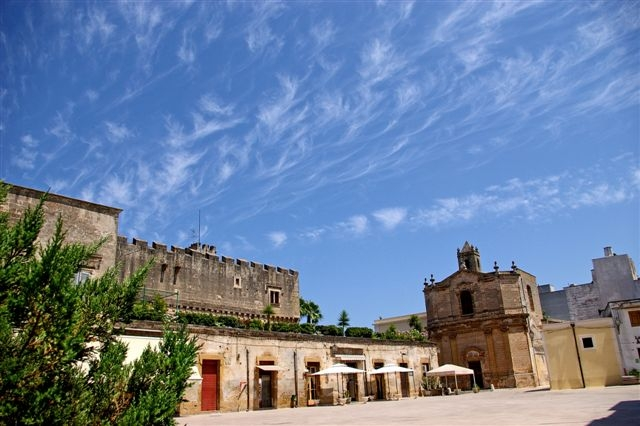
La piazza di San Vito con le merlature del castello

La torre, che si affaccia sulla piazza principale del paese proprio di fronte al municipio, presenta merlature guelfe, feritoie e caditoie e si sviluppa su tre piani. Si trovava in una posizione strategica sulla via consolare che da Carovigno passava per il casale di San Vito e giungeva per la via Vecchia per Oria.
Più in basso vi è una cappella recante sul portale d'ingresso lo stemma araldico che rappresenta un dentice con il motto "Noli me tangere", al primo piano è situato un salone e il secondo piano veniva adibito a carcere. L'accesso originario avveniva attraverso un ponte levatoio che si abbassava dalla finestra situata sulla porta della cappella.
Intorno alla torre vi è un ampio cortile in cui si affaccia la costruzione cinquecentesca della residenza, caratterizzata da una serie di beccatelli ed eleganti finestre rettangolari. L'ingresso al palazzo è costituito da un arco a sesto acuto, sulla cui sommità è collocato lo stemma. Notevole la scalinata in pietra che conduce ad una veranda colonnata, su cui poggiano tre archi a tutto sesto. Nel suo interno conserva sale decorate, tele, trofei di caccia e l'archivio storico, recentemente restaurato. Il castello è di proprietà privata e abitato dai discendenti della famiglia Dentice di Frasso.